# Manahoac Indijanci
Manahoac, pleme američkih Indijanaca koje je prema Jeffersonu živjelo na rijeci Rappahannock na području današnjih okruga Stafford i Spottsylvania u američkoj dravi Virginia. Jezično su pripadali jezičnoj porodici Siouan, i pripadali istoimenom plemenskom savezu koji po njima nosi ime Manahoac. Rani autori spominju ih i kao Mahoc (John Lederer) i Managog.